# デス・ライブ
『デス・ライブ』（原題:Keep Watching）は2017年に公開されたアメリカ合衆国のホラー映画である。監督はショーン・カーター、主演はベラ・ソーンが務めた。本作は日本国内で劇場公開されなかったが、Amazonによる配信が行われている。

## 概略
ジェイミーたちが暮らす家に、テラーと名乗る男が押し入ってきた。テラーは家族全員の携帯電話を取り上げ、窓やドアが開かないように細工を施した。その後、覆面を被った人物が自宅にやって来て、一家を皆殺しにしようとした。一家の中には部屋に立てこもって難を逃れようとした者もいたが、テラーたちの巧妙な計略によって外におびき出され、そのまま殺されてしまった。殺人鬼から必死で逃げ続ける中、ジェイミーはそんな自分たちの姿がネットを介して全世界に中継されていることを知るのだった。

## キャスト
※括弧内は日本語吹替。
- ベラ・ソーン（田中晶子） - ジェイミー
- ヨアン・グリフィズ - アダム、ジェイミーの父親
- ナタリー・マルティネス - オリヴィア、ジェイミーの義母
- チャンドラー・リッグス - DJ、ジェイミーの弟
- リー・ワネル - マット、ジェイミーの伯父
- クリストファー・ジェームズ・ベイカー - クリエイター
- ジャレッド・アブラハムソン - ジョシュ
- マヤ・エシェット - ワスプ

## 製作
2013年初頭、ショーン・カーターは本作の脚本の1シーンを撮影し、その動画を製作サイドに提出した。製作サイドがその出来に満足したため、カーターが監督に起用されることになった。7月24日、ベラ・ソーンが『Home Invasion』という映画に出演することになったとの報道があった。9月26日、ナタリー・マルティネスの出演が決まったと報じられた。10月24日、チャンドラー・リッグスとヨアン・グリフィズがキャスト入りした。11月下旬、本作の主要撮影がカリフォルニア州で始まった。

## 公開・マーケティング
2015年10月30日、スクリーン・ジェムズが本作の全米配給権を獲得し、タイトルを『Home Invasion』から『Keep Watching』に変更するとの報道があった。2017年10月14日、本作のオフィシャル・トレイラーが公開された。
当初、本作は2016年12月2日に全米公開される予定だったが、後に公開日は2017年10月31日に全米公開された。